# 장뎬구
장뎬구(한국어: 장점구, 중국어: 张店区, 병음: Zhāngdiàn Qū)는 중화인민공화국 산둥성 쯔보 시의 현급 행정구역이다. 넓이는 360km2이고, 인구는 2007년 기준으로 710,000명이다.
쯔보 시청과 주요 기차역 및 버스정류장이 위치한다. 외곽 지역은 고도로 산업화되어있다. 중앙 지역은 고층의 업무용 건물, 새로 지어진 콘도, 정부 청사와 커다란 쇼핑몰이 혼재되어있다. 도시는 상대적으로 안전하고 범죄율이 낮아 시민들은 밤에도 두려움없이 혼자 걸을 수 있다. 또한 중심업무지구 중앙부의 인민 공원은 인기있는 산책, 조깅, 운동과 휴양의 장소이다.

## 행정 구역
8개 가도, 8개 진을 관할한다.
- 가도: 车站街道, 公园街道, 杏园街道, 和平街道, 科苑街道, 体育场街道, 石桥街道, 四宝山街道.
- 진: 马尚镇, 南定镇, 沣水镇, 湖田镇, 傅家镇, 中埠镇, 卫固镇, 房镇镇.